# Летни олимпийски игри 1996
XXVI летни олимпийски игри се провеждат в Атланта, Съединените американски щати от 19 юли до 4 август 1996 г. Другите градове, кандидатирали се за домакинство, са Атина, Белград, Манчестър, Мелбърн и Торонто.
По случай стогодишния олимпийски юбилей на церемонията по откриването е поканен най-възрастният жив олимпийски медалист – словенецът Леон Щукел.
В олимпийската програма правят дебют спортовете плажен волейбол, планинско колоездене и софтбол.
На 27 юли в олимпийския парк при бомбен атентат загиват двама души, а 111 са ранени.
Журналистът Лоурънс Донегън определя игрите като „организационен хаос“ и „комерсиална алчност“.

## Рекорди
- Стефка Костадинова печели златен медал във високия скок.

- Американецът Майкъл Джонсън поставя нов световен рекорд на 200 м гладко бягане.

- Андре Агаси печели тенис турнира.

- Донован Бейли поставя нов световен рекорд на 100 m гладко бягане (9,84) и печели златния медал.

- Победителят от Тур дьо Франс Мигел Индурайн печели златния медал в колоезденето по часовник.

- Ирландецът Майкъл Смит печели три златни и един бронзов медал в плуването.

## Медали
| Място | Държава    | Злато | Сребро | Бронз | Общо |
| 1     | САЩ        | 44    | 32     | 25    | 101  |
| 2     | Русия      | 26    | 21     | 16    | 63   |
| 3     | Германия   | 20    | 18     | 27    | 65   |
| 4     | Китай      | 16    | 22     | 12    | 50   |
| 5     | Франция    | 15    | 7      | 15    | 37   |
| 6     | Италия     | 13    | 10     | 12    | 35   |
| 7     | Австралия  | 9     | 9      | 23    | 41   |
| 8     | Куба       | 9     | 8      | 8     | 25   |
| 9     | Украйна    | 9     | 2      | 12    | 23   |
| 10    | Южна Корея | 7     | 15     | 5     | 27   |
| 22    | България   | 3     | 7      | 5     | 15   |

## Българското представяне
България печели общо 15 медала (3 златни, 7 сребърни и 5 бронзови). Стефка Костадинова (лека атлетика), Даниел Петров (бокс) и Валентин Йорданов (борба) печелят златни медали.
Сребърни медали завоюват Серафим Тодоров (бокс), Тончо Тончев (бокс), Красимир Дунев (спортна гимнастика), Емил Милев (спортна стрелба), Диана Йоргова (спортна стрелба), Йото Йотов (вдигане на тежести) и отборът ни по художествена гимнастика.
Бронзови медали печелят Таню Киряков (спортна стрелба), Мария Гроздева (спортна стрелба), Севдалин Минчев (вдигане на тежести), Николай Пешалов (вдигане на тежести), Андриан Душев и Милко Казанов (каяк).

## Олимпийски спортове
| - Стрелба с лък - Лека атлетика - Бейзбол - Баскетбол - Бадминтон - Бокс - Кану каяк - Колоездене - Скокове във вода - Конен спорт |  | - Фехтовка - Футбол - Спортна гимнастика - Художествена гимнастика - Хандбал - Хокей на трева - Джудо - Модерен петобой - Академично гребане - Спортна стрелба - Софтбол |  | - Плуване - Синхронно плуване - Тенис на маса - Тенис - Волейбол - Водна топка - Вдигане на тежести - Борба - Ветроходство |